# Tabaré Borges
Tabaré Larre Borges Gallareta, né le 6 janvier 1922, est un ancien joueur uruguayen de basket-ball.

## Palmarès
- 3e des Jeux olympiques 1952